# 短茎柴胡
短茎柴胡（学名：Bupleurum pusillum）为伞形科柴胡属的植物。分布于蒙古、俄罗斯以及中国大陆的新疆、内蒙古、青海、宁夏等地，生长于海拔2,300米至3,500米的地区，见于向阳干旱的山坡草地、石砾堆或灌丛间，目前已由人工引种栽培。